# クラウドジャスティス
クラウドジャスティス（英語: CrowdJustice）は、法制度を利用しやすくすることを目的とするイギリスのクラウドファンディングプラットフォームである。2017年にはアメリカ合衆国でも活動を開始した。 

## 概要
クラウドジャスティスは、個人、集団、または組織が訴訟事件に対して特別に資金を調達できるクラウドファンディングプラットフォームである。このプラットフォームでは、専門家チームがすべての案件を評価しており、正規の弁護士が関与し、寄付された資金のすべてが当該弁護士の顧客の信託口座に送金されることを確認している。当初は、2014年にイギリスで始まったクラウドジャスティスであるが、2017年にはアメリカ合衆国に進出し、本社をロンドンからニューヨークに移転させた。 
クラウドファンディングの形態として All-or-Nothing 式を導入しており、定められた目標金額に寄付額が達しなかった場合は、不成立となり支援者はお金を支払う必要がなくなる。2015年、クラウドジャスティスは自分たちの取り分は5%で、残りの95%からクレジットカード会社がさらに手数料を取る方式であると述べた。2017年、アメリカ合衆国で事業を開始するために、ベンロック (Venrock) とファースト・ラウンド・キャピタル (First Round Capital) から開業資金として200万ドルを調達した。 

## 注目を集めた裁判等

### イギリス
草の根人権団体のジェンバ (Jengba) は2015年に1万ポンドを超える資金をクラウドジャスティスで調達し、翌年の共謀罪 (law of joint enterprise) に関する連合王国最高裁判所の裁判に介入した。この裁判は、30年間にわたる共謀罪に関するイギリスの法理を変更という歴史的快挙となった。また、本裁判は連合王国最高裁判所に持ち込まれた初めてのクラウドファンディング裁判にもなった。 
イギリスのEU離脱に対する「市民の挑戦」キャンペーンは、4,918人から総額170,550ポンドを調達した。資金提供を受けたこのキャンペーンは、2017年、連合王国最高裁判所に異議申し立てを行い、最終的な行動を起こすためには連合王国の法律が必要であることを裁判所に認めさせた。 
利益団体のLibertyは、高等法院に調査権限法について異議を申し立てるための募金活動を開始し、一週間で53,000ポンド以上を調達した。2018年4月、高等法院は、この異議申し立てについての判決を発表し、欧州連合法に適合しないと判断した法律の中核部分を6か月という短い間ではあるものの、政府に改正させることを認めさせた。 
2018年1月、女性司法センター (Centre for Women's Justice) は、強姦や性的暴行を受けた2人の女性のために、この強姦や性的暴行を加えた男の仮釈放決定について、仮釈放委員会 (Parole Board) と司法大臣に異議を申し立てるために、クラウドジャスティスでクラウドファンディングを行った。2018年11月までに、仮釈放委員会は最初の決定を覆し、委員長のニック・ハードウィック (Nick Hardwick) が辞任するまでに至った。

### アメリカ合衆国
アメリカ合衆国でクラウドジャスティスがサービスを開始したその週に、司法支援裁判センター (Legal Aid Justice Center, LAJC) は、2017年、ドナルド・トランプ大統領が発令した大統領令13769号によってワシントン・ダレス国際空港に閉じ込められた2人のグリーンカード (green card) 所持者のためにキャンペーンを開始した。   